# Bernard Cunéo
 (septembre 2021).
Bernard Cunéo, né le 25 octobre 1873 à Toulon (Var) et mort le 11 décembre 1944 à Paris 8e (Seine), est un chirurgien, anatomiste et professeur de médecine français.  
Fils de Bernard Cunéo (1834-1901), docteur en médecine et directeur du service de santé de la Marine à Toulon, Bernard Cunéo a consacré ses travaux à l'urologie et au système nerveux. Il a été membre de la section chirurgie de l'Académie nationale de médecine. Son nom reste associé à des parties de l'anatomie humaine, notamment de ganglions lymphatiques et d'une fossette dite de Cunéo et Marcille.

## Biographie
Bernard Joseph Cunéo naît le 25 octobre 1873 à Toulon. Il est l'aîné des six enfants du médecin-inspecteur toulonnais Bernard Cunéo.  
Après des études à l’École de Médecine navale de Toulon, il se rend à Paris pour passer le concours de l'externat, auquel il est reçu premier de sa promotion en 1893. Il est nommé interne des hôpitaux de Paris en 1895 après avoir réussi le concours de l'internat. Aide d'anatomie en 1896, puis prosecteur en 1898, il devient docteur en médecine en 1900 en soutenant une thèse intitulée De l'envahissement du système lymphatique dans le cancer de l'estomac et de ses conséquences chirurgicales. 
En 1900, il obtient l'agrégation d'anatomie, puis en 1903, devient chirurgien des hôpitaux. 
Au cours de la Première Guerre mondiale, il s'occupe activement, avec son confrère Louis Ombrédanne, des soldats blessés et défigurés de Verdun. Au terme du conflit, il est nommé médecin-chef au centre des greffes osseuses de Joinville-le-Pont.
En 1929, il est professeur d'anatomie médico-chirurgicale. Quatre ans plus tard, en 1933, il est désigné membre de l'Académie nationale de médecine. 
Il repose au cimetière du Père Lachaise (division 14), à Paris. 

## Distinctions
- Commandeur de la Légion d'honneur (2 janvier 1928)
- Croix de guerre 1914–1918